# Rohacki Potok
Rohacki Potok (słow. Roháčsky potok, Roháč, Jazerný potok) – potok płynący Doliną Rohacką w słowackich Tatrach Zachodnich. Wypływa na wysokości 1562 m n.p.m. spod Niżniego (Wielkiego) Stawu Rohackiego, zbierając wodę z Rohackich Stawów. W Zwierówce, u zbiegu Doliny Rohackiej i Doliny Łatanej, na wysokości ok. 1020 m n.p.m. łączy się z Łatanym Potokiem, tworząc potok Zimna Woda. Głównym jego dopływem jest Spalony Potok wypływający z Doliny Spalonej.
Rohacki Potok ma cechy typowego górskiego potoku; duży spadek, kamieniste dno z licznymi progami, baniorami, bystrzami i niską temperaturą wody. Szczególnie dużym spadkiem charakteryzuje się jego dopływ – Spadowy Potok, na którym występują dwa wodospady, zwane Rohackimi Wodospadami.

## Szlaki turystyczne
– czerwony szlak z Zuberca wzdłuż Zimnej Wody obok skansenu (Muzeum Wsi Orawskiej) do Zwierówki, stamtąd wzdłuż Rohackiego Potoku do bufetu Rohackiego.
- Czas przejścia z Zuberca do skansenu: 1 h, z powrotem tyle samo
- Czas przejścia ze skansenu do Zwierówki: 1 h, z powrotem tyle samo
- Czas przejścia ze Zwierówki do bufetu: 1:30 h, z powrotem tyle samo

  – zielony z Zabratu koło bufetu Rohackiego i Rohackich Stawów na Banikowską Przełęcz i Banówkę.
- Czas przejścia z Zabratu do bufetu: 30 min, ↑ 45 min
- Czas przejścia od bufetu nad Wyżni Staw Rohacki: 1:40 h, ↓ 1:10 h
- Czas przejścia od stawu na Banikowską Przełęcz: 1:55 h, ↓ 1:25 h